# Platanthera bhutanica
Platanthera bhutanica är en orkidéart som beskrevs av Ken Inoue. Platanthera bhutanica ingår i släktet nattvioler, och familjen orkidéer. Inga underarter finns listade i Catalogue of Life.